# Hajo Seppelt
Hans-Joachim “Hajo” Seppelt  (né en 1963 à Berlin) est un journaliste et écrivain allemand. Il est considéré comme un expert sur le dopage en Allemagne et dans les sports internationaux.

## Biographie

### Les débuts

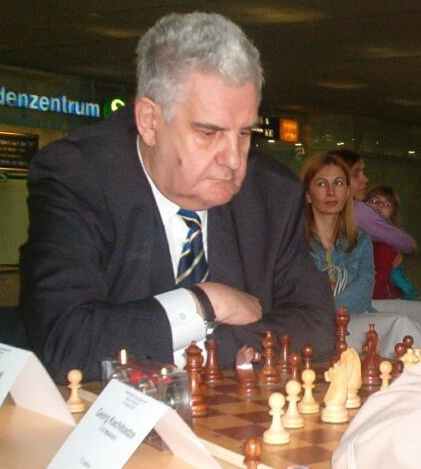
Alfred Seppelt, le père de Hajo.

Hajo est le fils d'Alfred Seppelt (de), qui était le président de la Fédération des échecs de Berlin entre 1984 et 2004.
En 1981, il obtient son diplôme d'études collégiales préparatoire (Abitur) à la Beethoven-Oberschule dans le quartier de Berlin-Lankwitz. Il étudie le sport, les études sociales, le journalisme et le français à l'université libre de Berlin pendant quelques semestres, mais sans terminer son diplôme. Depuis 1985, il travaille comme journaliste sportif pour ARD, le premier radiodiffuseur public allemand. Il a également travaillé pour le radiodiffuseur public berlinois Sender Freies Berlin et son successeur en 2003 Rundfunk Berlin-Brandenburg. Après avoir travaillé pendant de nombreuses années comme commentateur en direct pour les événements de natation pour ARD, il est remercié au début de l'été 2006. Seppelt prétend que c'est une réaction à un e-mail privé devenu public, dans lequel il critique le traitement de l'information concernant le dopage au sein d'ARD. Depuis 2006, il travaille comme journaliste indépendant pour ARD et réalise un certain nombre de rapports et de films documentaires sur le dopage.

### Premiers documentaires
En collaboration avec l'ancienne nageuse canadienne Karin Helmstaedt (en), Seppelt réalise le film documentaire Staatsgeheimnis Kinderdoping (État secret du dopage chez les enfants) sur les auteurs et les victimes de dopage dans la natation est-allemande. Il est diffusé par ARD. Avec Holger Schück (de), il publie le livre Anklage: Kinderdoping. Das Erbe des DDR-Sports (acte d'accusation de dopage: L'héritage du sport en l'Allemagne de l'Est) en 1999. Il traite également du thème du dopage d'État en Allemagne de l'Est (en).
En mai 2011, Seppelt et le co-réalisateur Kempe ont l'autorisation de filmer des images sur le sport durant une semaine à Pyongyang, la capitale de la Corée du Nord. Le résultat est le film documentaire Sport in Nordkorea - Einblicke in eine unbekannte Welt (Sport en Corée du Nord - Regard sur un monde inconnu), qui est programmé par ARD en juillet 2011.

### Cyclisme

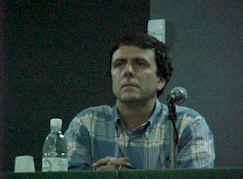
Eufemiano Fuentes en 2000.

En 2006, Seppelt écrit de nombreux articles sur le problème du dopage dans le cyclisme. Entre autres choses, sa recherche conduit à l'identification du médecin allemand Markus Choina en tant que membre du réseau de dopage organisé par le médecin espagnol Eufemiano Fuentes (Affaire Puerto). En novembre de cette année, il reçoit le Prix Leuchtturm (de) (Prix spécial récompensant une enquête journalistique) par l'association des journalistes Netzwerk Recherche (de), pour ses recherches, rapports et révélations exclusives au sujet des cyclistes Jan Ullrich et Floyd Landis et du médecin Eufemiano Fuentes.
Dans le sillage des recherches de Seppelt en septembre 2010 à propos du meilleur cycliste du monde Alberto Contador, l'Union Cycliste Internationale (UCI) doit admettre que le vainqueur espagnol du Tour de France avait bien été contrôlé positif lors d'un test de dopage. Il est révélé que l'UCI a voulu garder secret le test positif de Contador au clenbutérol lors du Tour de France en juillet 2010. En février 2012, Contador est rétroactivement suspendu pendant deux ans, de août 2010 à août 2012, par le Tribunal arbitral du sport (TAS) pour une utilisation du clenbutérol.

### Lutte antidopage en Allemagne
Dans le reportage télévisuel Mission : Sauberer Sport (Mission : nettoyer le sport), Seppelt et Jo Goll documentent le travail des contrôleurs antidopage allemands. Le film met en évidence des failles dans le système de dopage de contrôle en l'Allemagne et provoque des débats publics capitaux, qui contribuent à des changements structurels au sein de la Agence nationale antidopage allemande (de) (NADA). Le reportage remporte le Silver Chest Award 2007 au Festival international du film de télévision à Plovdiv et le Sports Movie and TV Award 2007 à Milan. Le film est également nommé pour le Prix de la télévision allemande (de) et le Prix Europa.
Le travail de Seppelt n'est pas sans controverse. À la mi-janvier 2008, la Fédération allemande de ski (DSV) intente une action en justice, et un tribunal de Hambourg émet une injonction contre lui pour avoir refusé de respecter une ordonnance de cessation et d'abstention exigée par la DSV des soupçons envers les skieurs de fond et biathlètes allemands qu'il suspectait de dopage sanguin dans un laboratoire de Vienne. Un tribunal supérieur de Hambourg a renversé cette décision en faveur de Seppelt, concluant que DSV n'a pas le droit d'exiger cette ordonnance parce qu'elle n'est pas affectée par le rapport du journaliste. La décision est fondée par les garanties constitutionnelles de liberté du journaliste en cas de sources anonymes. Le jugement a également annulé une injonction du 21 octobre 2008. Les soupçons de Seppelt n'ont pu être prouvés, malgré des recherches approfondies.
En janvier 2012, Seppelt et ses collègues de la chaîne publique occidentale allemande WDR rendent public - sur ARD et les programmes sportifs de WRD - un reportage au sujet de trente athlètes qui bénéficient d'un traitement du sang par rayons ultraviolets (UV) administré par le docteur Andreas Franke à Erfurt. Plusieurs des athlètes concernés sont nommés. Dans le sillage des émissions, une discussion se pose de savoir si ces procédures sont interdites selon le code de l'Agence mondiale antidopage (AMA). L'AMA les considère comme des pratiques interdites. Cependant, l'enquête sur les athlètes s'est terminée en acquittement en raison de circonstances atténuantes et l'enquête criminelle sur le médecin concerné a également été abandonnée. Néanmoins, de nombreux experts ont déclaré que les traitements de sang sont en principe interdits par les lois régissant les sports. Le médecin a essayé d'obtenir par une cour supérieure à Cologne ne injonction contre WDR, mais le diffuseur l'a emporté, et le reportage est autorisé à contenir des références aux « traitements sanguins interdits ».

### Jeux olympiques
En parallèle aux Jeux olympiques d'été de 2008 à Pékin, ARD diffuse le documentaire de 45 minutes Olympia im Reich der Mittel: Doping in China (Olympiques dans l'Empire du Milieu : le dopage en Chine), réalisé par Seppelt et Jo Goll. Le film évoque le dopage et les contrôles de dopage en Chine, en particulier de cas avéré de la manipulation de cellules souches réalisée sur les meilleurs athlètes. Au Festival international du film de New York 2009, il gagne une médaille d'or dans la catégorie des documentaires long format. Il reçoit également le prix principal au Sportfilm Liberec 2007. Avant les mondiaux d'athlétisme 2009 à Berlin, ARD diffuse Geheimsache Doping (Le secret du dopage) de Hajo Seppelt et Robert Kempe au sujet des gens responsables des réseaux de dopage dans l'athlétisme.
Avant les Jeux olympiques d'hiver de 2010 à Vancouver, ARD diffuse le documentaire de 30 minutes Geheimsache Doping - Eiskalter Betrug (Le secret du dopage - Tricher sur glace). Cette fois, Seppelt, Kempe et Jochen Leufgens s'attaquent aux coulisses en matière de dopage sur les sports d'hiver.
En 2013, Seppelt et Kempe réalisent un documentaire critique sur Thomas Bach, peu de temps avant qu'il ne soit élu président du Comité international olympique.

### L'athlétisme russe et kenyan

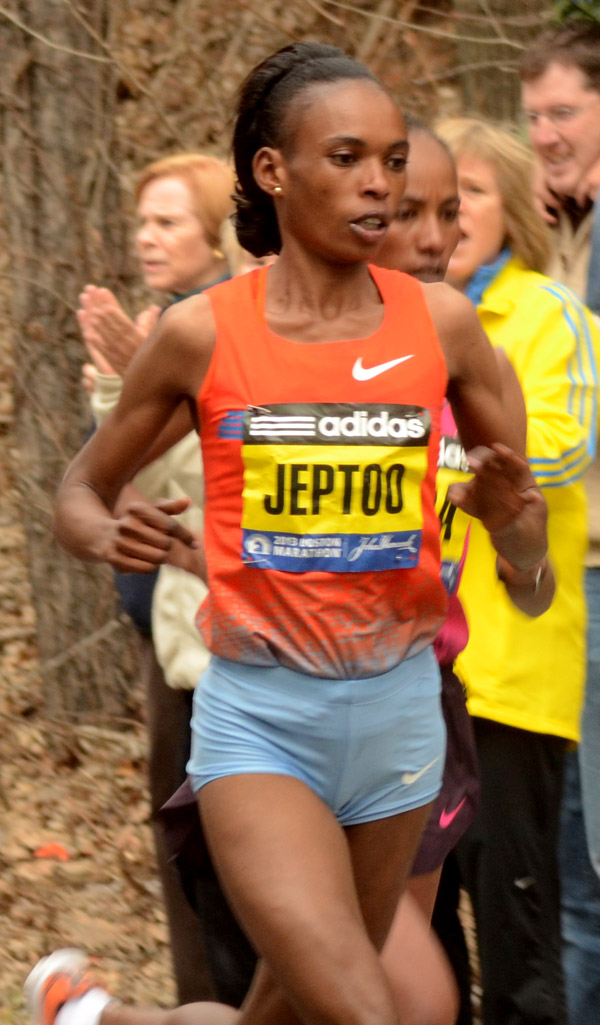
Rita Jeptoo lors du marathon de Boston 2013, qu'elle remporte.

Au printemps et à l'été 2012, Seppelt et Kempe produisent pour la première fois un sujet sur le dopage parmi les athlètes kenyans. L'accent est mis principalement sur les pratiques des médecins en coulisses. Un athlète raconte que le dopage est très répandu parmi les coureurs de longue distance kenyans,. Les reportages provoquent des réactions intenses au Kenya et rencontrent une résonance internationale considérable. En conséquence, les contrôles de dopage sont renforcés dans le pays.
En 2014, avec l'aide des athlètes qui racontent leur histoire devant la caméra, Seppelt informe sur le dopage généralisé en Russie. En décembre de cette année, ARD diffuse le film Geheimsache Doping: Wie Russland seine Sieger macht (Le secret du dopage : Comment la Russie crée des champions). Dans ce documentaire de 60 minutes, les dénonciateurs témoignent de dopage systématique en l'athlétisme et dans d'autres sports en Russie. Le film présente des preuves de ces allégations sous forme de conversations vidéo et audio secrètement faites par les dénonciateurs, ainsi que par des documents officiels. Le documentaire, qui est suivi quelque temps plus tard par des films sur ARD et WDR, attire une importante résonance médiatique mondiale et est diffusé dans le monde entier dans un certain nombre de langues. Après sa diffusion en Allemagne, plusieurs personnes dans les organisations sportives internationales et les institutions antidopage ont démissionné de leurs postes et été suspendues. Une commission indépendante mise en place par l'Agence mondiale antidopage et présidée par l'ancien président de l'AMA Dick Pound a confirmé le contenu du programme de télévision en novembre 2015. La Commission a demandé l'exclusion de la fédération de Russie d'athlétisme de l'IAAF. La Commission a déterminé, entre autres choses « un dopage systématique chez les athlètes russes » et une «culture profonde de fraude» dans l'athlétisme russe. « La Russie semble maintenir un système de dopage soutenu par l'État », a déclaré Pound. À la suite du rapport de la Commission, la Fédération russe d'athlétisme, l'agence antidopage russe et le laboratoire de Moscou sont suspendus à l'échelle internationale. Les employés de premier plan sont démis de leurs fonctions.
L'hiver précédent, Hajo Seppelt a fait sensation avec un documentaire présentant des preuves de dopage systématique au sein de la Fédération russe d'athlétisme. Le samedi 1er août 2015, il est de retour avec un reportage de presque une heure qui pose de graves questions sur le dopage sur l'athlétisme en général et les coureurs de longue distance du Kenya en particulier. Le documentaire Doping - Top Secret: The Shadowy World of Athletics montre qu'il est relativement facile d'obtenir des médicaments interdits améliorant la performance au Kenya et retrace l'histoire d'un jeune coureur pauvre dont la mort semble être due aux effets secondaires de la prise d'EPO.
Les autorités d'athlétisme du Kenya ont refusé de parler avec Seppelt sur la question et son film présente une preuve circonstancielle de la corruption parmi les fonctionnaires kényans du sport. L'ancienne vainqueur du marathon de Boston Rita Jeptoo affirme que les athlètes kényans ne sont pas soumis à des tests sanguins pendant l'entraînement. Un autre coureur kényan affirme que la fédération nationale supprime les résultats positifs de dopage en échange de pots-de-vin.
Seppelt suggère également que l'Association internationale des fédérations d'athlétisme (IAAF) ne fait pas assez pour résoudre le problème du dopage dans les disciplines d'endurance. Après avoir évalué les données sur le sang des athlètes recueilli lors des grandes compétitions d'athlétisme pendant un certain nombre d'années, deux scientifiques australiens concluent que le dopage est la seule explication plausible pour certaines des mesures. L'IAAF a également refusé de parler avec Seppelt à propos de ses soupçons.
En mars 2016, dans son programme Intérieur Sport, WDR diffuse la troisième partie de la série sur le dopage dans le sport en mettant l'accent sur la Russie : Geheimsache Doping: Russlands Täuschungsmanöver ( "Le Secret du dopage: La tromperie russe"). Dans ce documentaire, Hajo Seppelt, ainsi que le co-auteur Florian Riesewieck, montrent comment les entraîneurs et les officiels russes ignorent les sanctions de l'IAAF et de l'AMA. Le documentaire de 30 minutes reçoit de nouveau un vaste écho international et est diffusé dans plusieurs pays. En juin de la même année, la quatrième partie du documentaire "Geheimsache Doping – Showdown für Russland" est diffusée sur ARD. Les auteurs Hajo Seppelt, Florian Riesewieck, Felix Becker et Olga Sviridenko montrent comment les fonctionnaires et entraîneurs de la Fédération d'athlétisme russe (Rusaf) ne tiennent à nouveau pas compte des règles du Code mondial antidopage et des règlements de l'IAAF. Peu après la diffusion du documentaire, l'IAAF prolonge la suspension de la Fédération russe d'athlétisme. Ses athlètes se voient interdire de participer aux Jeux olympiques de 2016 à Rio de Janeiro.
En novembre 2016, un film de 22 minutes de Hajo Seppelt, Florian Riesewieck, Olga Sviridenko et Felix Becker est diffusé : "Doping – Top Secret: The Protection Racket". Dans le film, les recherches menées par le quotidien français « Le Monde » en coopération avec ARD  suggèrent que l'extorsion a été utilisée en athlétisme international pendant de nombreuses années.
En janvier 2017, l'ARD diffuse un autre épisode de la série "Geheimsache Doping". Au centre de l'attention se trouve Andrey Dmitriev, un autre lanceur d'alerte russe. L'athlète se plaint dans le rapport d'une culture ininterrompue du dopage dans l'athlétisme et son pays. Des séquences filmées en caméras cachées renforcent le soupçon que les entraîneurs russes suspendus pour des infractions de dopage sont toujours libres de continuer à travailler au niveau professionnel.

### Football
En juin 2017, Seppelt fait également état de dopage dans le football russe avec son collègue Andreas Spinrath. Lors de la Coupe des Confédéraions, Mehmet Scholl, alors expert du football de la chaîne ARD, refuse de parler des allégations de dopage contre l'équipe nationale russe à l'approche du programme. Au lieu de cela, Scholl souhaite évoquer des succès de l'équipe allemande. L'expert et l'équipe éditoriale d'ARD n'étaient pas d'accord - Scholl quitte le studio avant le début de la diffusion. L'ARD a rappelé que la responsabilité de la conception des programmes incombe aux éditeurs. Mehmet Scholl et la chaîne ARD ont mis fin à leur collaboration dans les semaines suivantes.
En juin 2017, l'ARD diffuse un autre épisode de la série "Geheimsache Doping". Le film "Brasiliens schmutziges Spiel" (Le sale jeu du Brésil) de Hajo Seppelt, Florian Riesewieck et Thilo Neumann porte sur le dopage dans le pays du quintuple champion du monde.
Le 11 mai 2018, l'ARD annonce que le visa russe demandé par Seppelt pour couvrir la Coupe du monde 2018 lui a été refusé. Le ministère fédéral des Affaires étrangères a annoncé qu'il essaierait de clarifier les faits et si nécessaire, ils "chercheraient un dialogue avec la partie russe". L’interdiction est finalement levée quelques jours plus tard.

### Haltérophilie
Le 5 janvier 2020, Seppelt publie un documentaire sur ARD intitulé Secret Doping-the Lord of the Lifters. Dans le documentaire, il révèle que des haltérophiles âgés de 13 ans en Thaïlande sont encouragés à prendre des produits dopants améliorant la performance. Dans un enregistrement secret, il capture également des images du médaillé de bronze olympique Siripuch Gulnoi admettant avoir pris des médicaments améliorant la performance avant de remporter le bronze aux Jeux olympiques de 2012. D'autres images secrètes capturent également un médecin de l'équipe d'haltérophilie moldave affirmant qu'ils utilisent des sosies pour donner des échantillons d'urine en échange de paiements. Le documentaire fait également état de corruption contre la Fédération internationale d'haltérophilie (IWF) et son président, Tamás Aján, ce qui l'a amené à se retirer de son poste dans l'attente d'une enquête et à démissionner en tant que membre honoraire du CIO. Il démissionne finalement de son poste de président de façon permanente le 15 avril. Le président et l'ensemble du conseil d'administration de la Thai Amateur Weightlifting Association (TAWA) ont également démissionné de leurs fonctions,,. Le nouveau président par intérim de l'IWF a nommé Richard McLaren, l'avocat canadien dont le travail d'enquête a tant fait pour dénoncer le dopage d'État en Russie, pour mener l'enquête sur la corruption et le dopage en haltérophilie,.

## SportsLeaks.com
Le 12 juin 2016, il lance SportsLeaks.com avec Antoine Vayer, Mathieu Blanchet et Sebastian Mondial, une plateforme destinée aux lanceurs d'alerte dans le monde du sport.

## Publications

### Livres
- Avec Holger Schück: Anklage: Kinderdoping. (Indictment: Child Doping) Tenea Verlag,  (ISBN 978-3932274169)

### Principaux reportages et documentaires
- Avec Karin Helmstaedt : Staatsgeheimnis Kinderdoping (State Secret Child Doping), 1997
- Gedopt : Wie eine Frau zum Mann wurde.2001
- Doping : Ein gefährliches Spiel. 2002
- Vom Einheitssport zur Vereinigung. 2005
- Avec Jo Goll : Mission: Sauberer Sport. 2007
- Avec Jo Goll : Olympia im Reich der Mittel: Doping in China. 2008
- Avec Robert Kempe : Geheimsache Doping: Die Drahtzieher der Leichtathletik. 2009
- Avec Robert Kempe et Jochen Leufgens: Geheimsache Doping: Eiskalter Betrug. 2010
- Avec Robert Kempe : Sport in Nordkorea: Einblicke in eine unbekannte Welt. 2011
- Avec Robert Kempe : Kein Wunder: Kenya bangt um den Läufer-Mythos. 2012
- Avec Robert Kempe : Thomas Bach: Der neue Herr der Ringe? 2013
- Geheimsache Doping - Wie Russland seine Sieger macht (The Doping Secret: How Russia Creates Champions) 2014; broadcast on ARD,    2014-12-03[27]
- Geheimsache Doping : Im Schattenreich der Leichtathletik. 2015; broadcast on ARD, 2015-08-01 ("Doping – Top Secret: The Shadowy World of Athletics")